# آلبرت نابز
آلبرت نابز (به انگلیسی: Albert Nobbs) فیلمی درام به کارگردانی رودریگو گارسیا و با بازی گلن کلوز و بر اساس رمانی از جورج مور نویسنده ایرلندی و محصول سال ۲۰۱۱ است.
این فیلم در اسکار موفق به نامزدی در ۳ رشته بهترین بازیگر زن (گلن کلوز)، بهترین بازیگر مکمل زن (جانت مک تیر) و بهترین گریم شد. همچنین این فیلم نامزد ۳ جایزه گلدن گلوب شامل بهترین بازیگر زن (گلن کلوز)، بهترین بازیگر مکمل زن (جانت مک تیر) و بهترین ترانه شد.

## خلاصه داستان
داستان این فیلم در قرن نوزدهم میلادی و در کشور ایرلند اتفاق می‌افتد. آلبرت نابز (گلن کلوز) پیشخدمت وظیفه‌شناسی است که سال‌هاست در هتل موریسون شهر دوبلین در حال خدمات رسانی به مشتریان می‌باشد. آلبرت در این هتل شخصیت شناخته شده‌ای به حساب می‌آید و همگان به خوبی با او آشنا هستند چراکه او با احترام کامل با مشتریان برخورد می‌کند و امکان ندارد که کسی تحت تأثیر ادب و نزاکت او قرار نگیرد. اما با اینکه آلبرت سال‌هاست به عنوان یک پیشخدمت مرد مورد احترام اطرافیانش هست، اما وی راز مهمی را در دل خود نگه داشته که آشکار شدن آن سبب پاشیده شدن زندگی اجتماعی اش خواهد شد…

## نقدها
امتیاز این فیلم در سایت راتن تومیتوز ۵۵ و در سایت متاکریتیک ۵۷ از ۱۰۰ است.